# Ophiopeza cylindrica
Ophiopeza cylindrica is een slangster uit de familie Ophiodermatidae.
De wetenschappelijke naam van de soort werd in 1872 gepubliceerd door Frederick Wollaston Hutton.